# 1878
1878 (MDCCCLXXVIII) byl rok, který dle gregoriánského kalendáře započal úterým.

## Události

### Česko
- 18. ledna – Architekt Vilém Tierhier spadl během potyčky s šéfredaktorem J. S. Skrejšovským v redakci deníku Politik přes zábradlí v prvním patře a vážně se zranil, čímž vyvrcholily spory ve staročeské straně.
- 7. dubna – v hostinci U Kaštanu v Břevnově byla založena Českoslovanská sociálně demokratická strana dělnická
- 15. května – Odhalen pomník Josefa Jungmanna v Praze na Novém Městě a přejmenováno Františkánské náměstí na Jungmannovo.
- 17.–19. září – Zemské volby v Čechách
- 22. prosince – Slavnostní otevření Palackého mostu v Praze
- Začátek výroby parní lokomotivy řady 310.0

### Svět
- 5.–9. ledna – čtvrtá bitva o průsmyk Šipka na Stare planině mezi Ruskem a Osmanskou říší během rusko-turecké války
- 9. ledna – Umberto I. se stal italským králem
- 7. února – zemřel papež Pius IX.
- 14. února – v Osmanské říši končí První konstituční éra po necelých 2 letech, sultán Abdulmecid II. se prohlašuje znovu absolutním vládcem
- 3. března
  - Sanstefanská mírová smlouva, vznik Bulharského knížectví
  - Lev XIII. se stal 256. papežem v dějinách římskokatolické církve
- 11. března – V Londýnské zoologické zahradě zemřel hroch Obaysch, první hroch v Evropě v novověku.
- 1. května – 31. října – Světová výstava v Paříži
- 4. června – Ostrov Kypr se dostal pod britskou nadvládu
- 13. června – 13. července – Berlínský kongres a Berlínská smlouva, nezávislost Srbska, Černé Hory a Rumunska
- 15. června – finsko-švédský kartograf a cestovatel Adolf Erik Nordenskjöld se vydal na první úspěšnou plavbu v expedici Vega mezi Atlantským a Tichým oceánem podél sibiřských břehů.
- 4.–6. září – Bitva u Doboje v Bosně za účasti dvou moravských pěších pluků
- 12. září – V Londýně byl vztyčen Kleopatřin obelisk

### Probíhající události
- 1875–1878 – Velká východní krize
- 1876–1878 – První konstituční éra
- 1877–1878 – Rusko-turecká válka

## Vědy a umění
- 19. února – United States Patent Office přijal (schválil) a zveřejnil  Edisonův patent fonografu podaný 24. prosince 1877.[1]
- 22. listopadu – Premiéra divadelní hry Alexandra Nikolajeviče Ostrovského Nevěsta bez věna (Бесприданница) v Moskvě
- Ve státě Colorado (USA) byl paleontologem Edwardem D. Copem objeven gigantický obratel sauropodního dinosaura, který dostal jméno Amphicoelias. Obratel vysoký 2,7 metru se ztratil, takže velikost tohoto možná největšího živočicha všech dob je předmětem spekulací.
- V uhelném dolu v Bernissartu v Belgii nalezeny kostry 38 dinosaurů rodu Iguanodon a dalších prehistorických zvířat. Na základě těchto nálezů byl určen nový druh Iguanodon bernissartensis.
- Byly objeveny chemické prvky holmium a ytterbium.
- v Locportu v USA byla uvedena do provozu první parní teplárna s dálkovým rozvodem páry pro vytápění.
- Portugalský vědec Adriano de Paiva navrhl postupný přenos jednotlivých bodů obrazu.
- David Edward Hughes vynalezl dokonalý uhlíkový mikrofon, který umožnil telefonní spojení na velké vzdálenosti.
- V americkém městě New Haven byla zřízena první telefonní síť.
- Švédský inženýr Gustaf de Laval zdokonalil používání odstředivky k oddělování smetany od mléka i pro čištění mléka.
- Židovský básník Naftali Herz Imber napsal text pozdější izraelské hymny.

## Knihy
- Jakub Arbes – Akrobati
- Henry James – Daisy Millerová
- Jan Neruda – Písně kosmické
- Jules Verne – Historie velkých objevů
- Jules Verne – Patnáctiletý kapitán

## Narození
Automatický abecedně řazený seznam viz Kategorie:Narození v roce 1878

### Česko

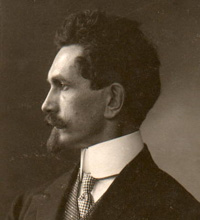
Bohumil Kafka (* 14. února; sochař)

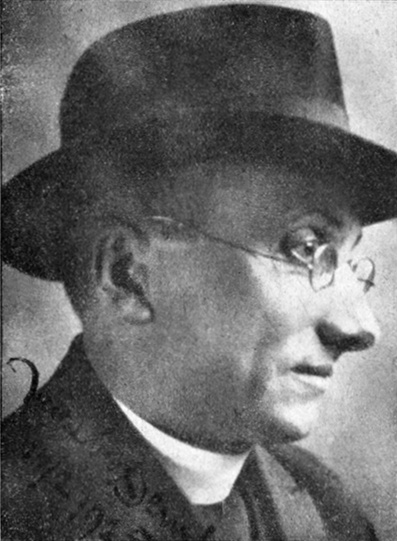
Jakub Deml (* 20. srpna; kněz)

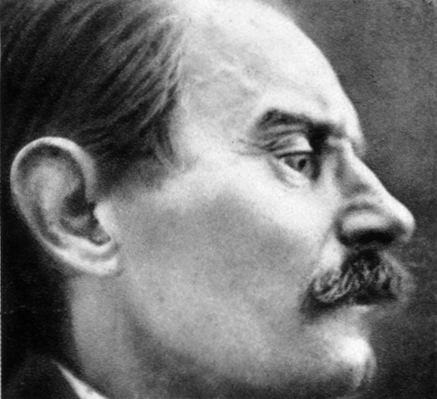
Ladislav Klíma (* 22. srpna; prozaik)

- 01. ledna – József Törköly, československý politik maďarské národnosti († 14. dubna 1938)
- 02. ledna
  - Alois Wierer, malíř a grafik († 1945)
  - Antonín Profous, odborník na toponomastiku († 27. března 1953)
- 04. ledna – František Navrátil, politik († 3. února 1954)
- 05. ledna – Antonín Vahala, zvěrolékař a politik († 20. února 1955)
- 07. ledna – Wilhelm Medinger, československý politik německé národnosti († 3. prosince 1934)
- 10. ledna
  - Bohumil Hypšman, architekt († 3. listopadu 1961)
  - Theodor Čejka, esperantista († 26. listopadu 1957)
- 16. ledna
  - Adolf Gottwald, český překladatel († 3. dubna 1920)
  - Karel Langer, malíř († 2. května 1947)
- 23. ledna – František Janeček, konstruktér a zakladatel firmy Jawa († 4. června 1941)
- 27. ledna – Ján Maršalko, československý politik slovenské národnosti († 16. října 1951)
- 28. ledna – Alois Adamus, historik a archivář († 27. srpna 1964)
- 03. února – Karel Vorovka, matematik a filosof († 15. ledna 1929)
- 06. února – František Vildomec, archeolog († 3. listopadu 1975)
- 07. února – Josef Volf, historik († 12. května 1937)
- 08. února – Emil Enhuber, československý politik německé národnosti († 3. listopadu 1947)
- 10. února – Zdeněk Nejedlý, historik, muzikolog a politik († 9. března 1962)
- 11. února – Rudolf Vojtěch Špillar, malíř a popularizátor fotografie († 22. března 1949)
- 12. února – J. L. Topol, spisovatel († 31. ledna 1944)
- 13. února – Tereza Dubrovská, básnířka, klavíristka, mecenáška († 8. listopadu 1951)
- 14. února
  - Bohumil Kafka, sochař († 24. listopadu 1942)
  - Hans Ledwinka, rakouskočeský automobilový konstruktér († 2. března 1967)
- 17. února – Vladimír Hatlák, politik († 1951)
- 18. února – Cyril Novotný, hudebník a pedagog († 4. srpna 1946)
- 19. února – Kuneš Sonntag, politik († 29. března 1931)
- 23. února – František Žákavec, historik umění († 25. prosince 1937)
- 26. února
  - Ema Destinnová, operní pěvkyně († 28. ledna 1930)
  - František Václav Peřinka, regionální archivář a historik († 14. září 1949)
- 09. března – Josef Kříž, politik († ?)
- 10. března – Jozef Branecký, československý politik slovenské národnosti († 17. října 1941)
- 11. března – Stanislav Hanzlík, meteorolog († 8. října 1956)
- 12. března – Josef Vraštil, představený Československé provincie Tovaryšstva Ježíšova († 22. srpna 1944)
- 15. března – Miroslav Šustera, atlet a olympionik († 5. prosince 1961)
- 23. března – Ludwig Korinek, československý politik německé národnosti († ?)
- 25. března – František Janda-Suk, atlet, olympijský medailista († 23. července 1955)
- 01. dubna – Jan Cais, generální vikář českobudějovické diecéze († 20. dubna 1950)
- 04. dubna – Karol Svetlík, československý politik slovenské národnosti († ?)
- 07. dubna – Viktor Stretti, grafik, malíř a ilustrátor († 5. března 1957)
- 10. dubna – Eduard Štorch, pedagog, spisovatel a archeolog († 25. června 1956)
- 25. dubna – Ferdinand Kraupner, kanovník Katedrální kapituly u sv. Štěpána v Litoměřicích († 8. prosince 1962)
- 28. dubna – Kálmán Füssy, československý politik maďarské národnosti († 1. března 1959)
- 04. května – Jan Pelikán, politik († 15. listopadu 1950)
- 05. května – Karel Dunovský, čs. ministr pošt a telegrafů († 14. září 1960)
- 12. května – Jaroslav Syřiště, architekt († 20. září 1951)
- 16. května – Jan Žížala, kněz a odborový funkcionář († 16. února 1940)
- 17. května
  - Vojta Beneš, politik, bratr prezidenta Edvarda Beneše († 20. listopadu 1951)
  - Thea Červenková, filmová režisérka a spisovatelka († 1957/1961)
- 21. května – Bohumil Střemcha, fotograf († 4. června 1966)
- 28. května – Zdenka Hásková, spisovatelka († 7. listopadu 1946)
- 30. května – Josef Šejnost, sochař († 9. února 1941)
- 04. června
  - Stanislav Nikolau, geograf a novinář († 5. června 1950)
  - František Chudoba, profesor anglické filologie († 7. ledna 1941)
- 06. června – Kristina Ringlová, vizionářka mariánského zjevení v Suchém Dole († 27. října 1957)
- 14. června – Heinrich Kremser, československý politik německé národnosti († 5. dubna 1947)
- 19. června – Ludwig Freund, přírodovědec († 5. listopadu 1953)
- 28. června – Petr Stránský, politik († 17. února 1949)
- 08. července – Max Hoffmann, československý politik německé národnosti († ?)
- 09. července – Antonín Starý, lékař a překladatel († 28. říjen 1942)
- 13. července – Rudolf Franz Lehnert, fotograf českého původu († 16. ledna 1948)
- 23. července – Arnošt Dittrich, astronom († 15. prosince 1959)
- 28. července
  - Josef Kratochvíl, mineralog, geolog a pedagog († 1. listopadu 1958)
  - Ľudovít Medvecký, československý politik slovenské národnosti († 26. března 1954)
- 02. srpna – Marie Votrubová-Haunerová, básnířka, dramatička a překladatelka († 23. května 1957)
- 11. srpna – Zdeněk Wirth, historik umění († 26. února 1961)
- 19. srpna – Otakar Kamper, muzikolog († 30. června 1942)
- 20. srpna – Jakub Deml, kněz, básník a spisovatel († 10. února 1961)
- 21. srpna – František Vácha, starosta Pardubic, poslanec a senátor († 22. listopadu 1965)
- 22. srpna – Ladislav Klíma, filosof a spisovatel († 19. dubna 1928)
- 23. srpna
  - Arnošt Czech z Czechenherzu, spisovatel († 26. prosince 1951)
  - Fritz Oehlinger, československý politik německé národnosti († 8. října 1957)
- 24. srpna – Josef Knejzlík, politik († 20. června 1952)
- 26. srpna – Václav Melzer, mykolog († 1. května 1968)
- 28. srpna – Augustin Vrtaník, politik († ?)
- 03. září – Hanuš Jelínek, básník, divadelní kritik, překladatel († 27. dubna 1944)
- 04. září – Jaroslav Augusta, malíř († 28. února 1970)
- 15. září – František Sís, politik a novinář († 17. srpna 1938)
- 17. září – Václav Sedláček, politik († ?)
- 22. září – Franz Heller, československý politik německé národnosti († 26. června 1944)
- 28. září – Valérie Hachla-Myslivečková, designérka, šperkařka, malířka a grafička († 26. února 1968)
- 08. října – Josef Kahler, československý politik německé národnosti († 4. prosince 1939)
- 13. října – Zdeněk Gintl, knihovník, překladatel a spisovatel († 25. dubna 1936)
- 24. října – Václav Vávra, politik († 6. prosince 1952)
- 01. listopadu – Antonín Odehnal, sochař († 6. dubna 1957)
- 03. listopadu – Rudolf Laube, politik († 11. září 1937)
- 07. listopadu – Josef Podpěra, botanik († 18. ledna 1954)
- 08. listopadu – Andělín Novák, pedagog, archivář a slezský buditel († 21. květen 1955)
- 17. listopadu – Josef Kaminský, československý politik rusínské národnosti († 1944)
- 18. listopadu – Edmund Burian, politik († 23. listopadu 1935)
- 24. listopadu – František Ostrý, politik († ?)
- 27. listopadu – Václav Freiman, politik († 25. července 1953)
- 01. prosince – Ilarion Curkanovič, československý politik rusínské národnosti († 1947)
- 06. prosince
  - Josef Doležal, zpěvák a houslista († 19. května 1961)
  - Victor Hadwiger, německý spisovatel žijící v Čechách († 4. října 1911)
- 07. prosince – Franz Krejčí, československý politik německé národnosti († 1973)
- 11. prosince – Vilibald Mildschuh, ekonom a statistik († 24. ledna 1938)
- 13. prosince – Otilie Podzimková, politička († ?)
- 14. prosince – Josef Uher, učitel a spisovatel († 5. prosince 1908)
- 15. prosince – Jaroslav Stejskal, politik († 24. dubna 1945)
- 26. prosince – Štěpán Habarta, politik († 17. března 1939)
- 28. prosince – Václav Čutta, malíř († 19. dubna 1934)
- 30. prosince
  - Josef Patejdl, legionář a politik († 7. října 1940)
  - Josef Švagrovský, právník, legionář a diplomat († 5. června 1943)
- 0?
  - Josef Dresler, politik († 1938)
  - Eduard Hedvíček, obránce kancléře Dollfusse († 1947)
  - František Souček, atlet a olympionik († ?)

### Svět

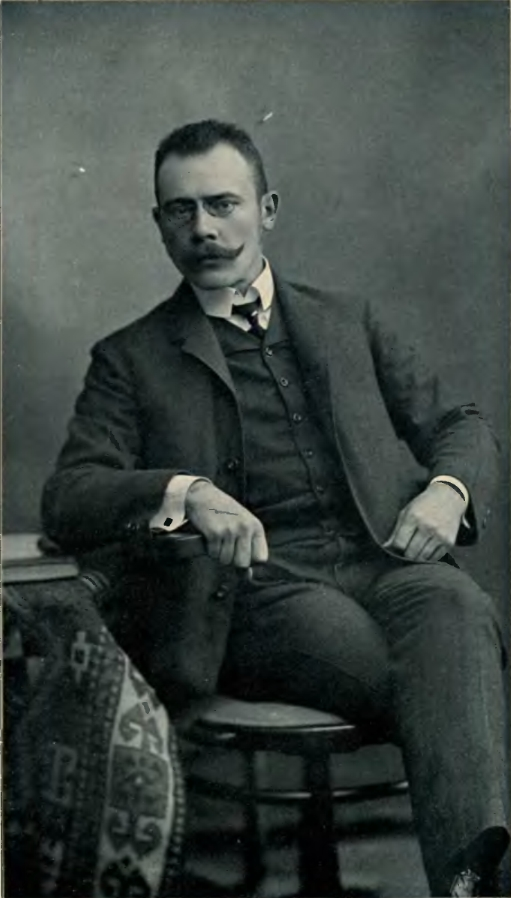
Milan Hodža (* 1. února)

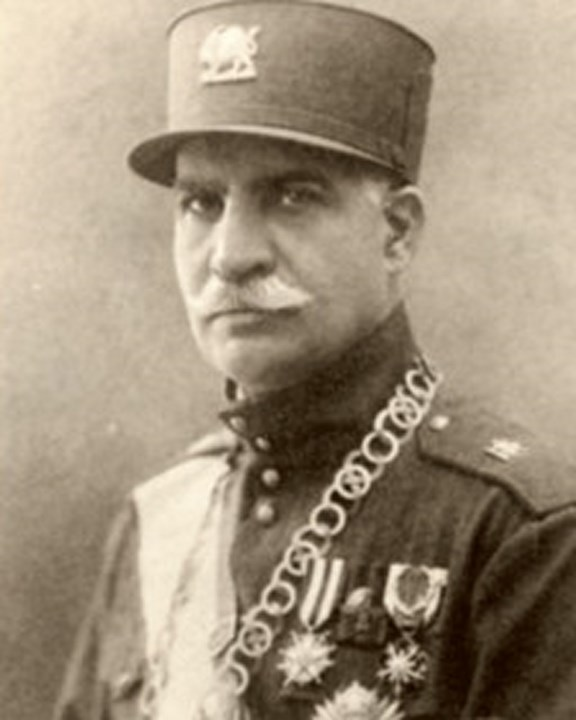
Rezá Šáh Pahlaví (* 15. března)

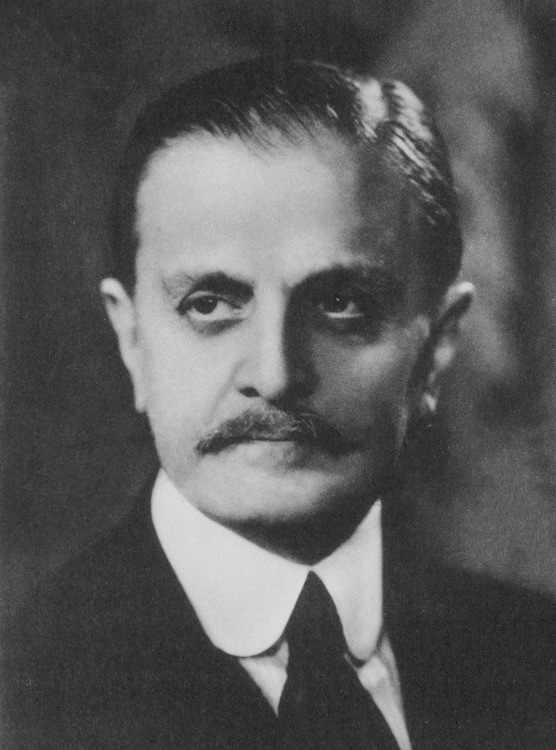
Carlos Saavedra Lamas (* 1. listopadu)

- 6. ledna – Carl Sandburg, americký novinář, spisovatel, hudebník a historik († 22. července 1967)
- 9. ledna – John Watson, americký psycholog († 25. srpna 1958)
- 10. ledna – Samuel C. Bradford, anglický knihovník († 13. listopadu 1948)
- 12. ledna – Ferenc Molnár, maďarský spisovatel († 1. dubna 1952)
- 14. ledna – Viktor Trast, finský filolog a překladatel († 30. ledna 1953)
- 16. ledna – Şehzade Mehmed Abdülkadir, syn osmanského sultána Abdulhamida II. a korunní princ († 16. března 1944)
- 19. ledna – Herbert Chapman, anglický fotbalista a fotbalový manažer († 6. ledna 1934)
- 23. ledna – Oton Župančič, slovinský básník († 11. června 1949)
- 28. ledna – Jean de la Hire, francouzský spisovatel († 6. září 1856)
- 30. ledna
  - Ján Koniarek, slovenský sochař († 4. května 1952)
  - Anton Hansen Tammsaare, estonský spisovatel, esejista a překladatel († 1. března 1940)
- 1. února
  - George Campbell, kanadský hráč lakrosu, olympijský vítěz († 4. listopadu 1972)
  - Alfréd Hajós, maďarský architekt a plavec, olympijský vítěz († 2. listopadu 1955)
  - Milan Hodža, československý předseda vlády († 27. června 1944)
- 5. února
  - Jean Becquerel, francouzský fyzik († 4. července 1953)
  - André Citroën, francouzský podnikatel († 3. července 1935)
- 8. února – Martin Buber, izraelský filosof náboženství a překladatel († 13. června 1965)
- 13. února – Jindřich Ferdinand Toskánský, rakouský arcivévoda a toskánský princ († 21. května 1969)
- 16. února – Jim Colosimo, vládce chicagského podsvětí († 11. května 1920)
- 19. února – Nyanatiloka, první německý buddhistický mnich († 28. května 1957)
- 20. únor a – Henry B. Goodwin, švédský filolog a fotograf († 11. září 1931)
- 23. února – Kazimir Malevič, ruský malíř († 15. května 1935)
- 24. února – Felix Bernstein, německý matematik († 3. prosince 1956)
- 26. února – Albert Edwin Roberts, australský fotograf († 24. července 1964)
- 28. února – Ngo Van Chieu, vietnamský zakladatel náboženského směru kaodaismu († 18. dubna 1932)
- 8. března
  - Marc Birkigt, švýcarský konstruktér, zakladatel firmy Hispano-Suiza († 15. března 1953)
  - Juzuru Hiraga, důstojník, konstruktér japonského námořnictva († 17. února 1943)
- 12. března
  - Gemma Galganiová, italská křesťanská světice († 11. dubna 1903)
  - Musa Ćazim Ćatić, bosenský básník, novinář a překladatel († 6. dubna 1915)
- 14. března – Karl Jaray, rakouský architekt, působící i v Československu († 29. listopadu 1947)
- 16. března
  - Clemens August von Galen, německý šlechtic, kardinál a biskup münsterský († 22. března 1946)
  - Rezá Šáh Pahlaví, íránský šáh († 26. července 1944)
- 20. března – Jindřich XXIV. z Reussu, poslední kníže starší linie Reussů († 13. října 1927)
- 22. března – Michel Théato, lucemburský běžec, olympijský vítěz († ? 1919)
- 23. března – Franz Schreker, rakouský hudební skladatel († 21. března 1934)
- 30. března – Harold Cazneaux, australský fotograf († 19. června 1953)
- 1. dubna – Carl Sternheim, německý dramatik, básník a spisovatel († 3. listopadu 1942)
- 3. dubna – Léon Gambetta, francouzský ministr a předseda vlády († 31. prosince 1882)
- 6. dubna – Erich Mühsam, německo-židovský anarchista, spisovatel a básník († 10. července 1934)
- 10. dubna – Maximos IV. Saïgh, syrský kardinál, patriarcha antiochijský († 5. listopadu 1967)
- 15. dubna – Robert Walser, švýcarský prozaik († 25. prosince 1956)
- 21. dubna – Viktor Dvorcsák, slovenský novinář, placený agent Maďarského království († 8. srpna 1943)
- 22. dubna – Zofka Kveder, slovinská spisovatelka († 21. listopadu 1926)
- 24. dubna – Josif Iremašvili, ruský revolucionář, člen frakce menševiků († 14. října 1944)
- 27. dubna
  - María Guadalupe García Zavala, mexická římskokatolická řeholnice a světice († 24. června 1963)
  - John Rimmer, britský olympijský vítěz na 3000 metrů překážek († 6. června 1962)
- 28. dubna – Lionel Barrymore, americký herec a režisér († 15. listopadu 1954)
- 30. dubna – Fernand Gabriel, francouzský automobilový závodník († 9. září 1943)
- 8. května – Marie Meklenburská, princezna Julius Ernst z Lippe († 14. října 1948)
- 10. května – Gustav Stresemann, německý říšský kancléř († 3. října 1929)
- 13. května – Muriel Robbová, anglická tenistka († 12. února 1907)
- 21. května – Glenn Curtiss, americký průkopník letectví († 23. července 1930)
- 26. května – Isadora Duncanová, americká tanečnice († 14. září 1927)
- 4. června – Władysław Byrka, polský právník, ekonom a politik († 27. září 1945)
- 5. června – Pancho Villa, generál mexické revoluce († 20. července 1923)
- 12. června – James Oliver Curwood, americký spisovatel († 13. srpna 1927)
- 19. června – Jakov Jurovskij, věznitel a popravčí ruského cara Mikuláše II. († 2. srpna 1938)
- 23. června – Şehzade Mahmud Necmeddin, osmanský princ a syn sultána Mehmeda V.  († 27. června 1913)
- 25. června – Wilhelm Pinder, německý teoretik a historik umění († 13. května 1947)
- 29. června – Pierre Benigni, francouzský malíř († 1956)
- 6. července
  - Ulrich Graf, německý nacistický politik († 3. března 1950)
  - Eino Leino, finský básník († 10. ledna 1926)
- 7. července – Alžběta Amálie Habsbursko-Lotrinská, rakouská arcivévodkyně († 13. března 1960)
- 8. července – Edgar Dacqué, německý paleontolog († 14. září 1945)
- 9. července – Richard Sheldon, americký olympijský vítěz ve vrhu koulí († 23. ledna 1935)
- 10. července – Otto Freundlich, německý malíř a sochař († 9. března 1943)
- 19. července – Leopold Klement Sasko-Kobursko-Gothajský, důstojník rakousko-uherské armády († 27. dubna 1916)
- 22. července
  - Lucien Febvre, francouzský historik († 25. září 1956)
  - Janusz Korczak, polský spisovatel († srpen 1942)
- 28. července – Guy Ballard, zakladatel Hnutí Já jsem († 29. prosince 1939)
- 29. července – Patrick McDonald, americký olympijský vítěz ve vrhu koulí († 15. května 1954)
- 2. srpna – Ingeborg Dánská, dánská princezna († 11. března 1958)
- 4. srpna
  - Flora Drummond, britská sufražetka († 17. ledna 1949)
  - Ernst Heinrich Landrock, německý fotograf († ? 1966)
- 7. srpna – Maria Caspar-Filser, německá malířka († 12. února 1968)
- 10. srpna – Alfred Döblin, německý spisovatel a lékař († 28. června 1957)
- 14. srpna – Harald Kidde, dánský prozaik († 23. listopadu 1918)
- 18. srpna – Manuel Quezon, 1. prezident Filipínského Společenství († 1. srpna 1944)
- 25. srpna – Slavko Kvaternik, chorvatský zakladatel ustašovského hnutí († 13. června 1947)
- 27. srpna – Pjotr Nikolajevič Wrangel, ruský bělogvardějský generál († 25. dubna 1928)
- 31. srpna – Frank Jarvis, americký sprinter, olympijský vítěz († 2. června 1933)
- 2. září
  - Werner von Blomberg, vrchní velitel Wehrmachtu († 14. března 1946)
  - Maurice René Fréchet, francouzský matematik († 4. června 1973)
  - Milan Nedić, srbský generál a politik († 4. února 1946)
- 3. září
  - Marie Imakuláta Rakousko-Toskánská, rakouská arcivévodkyně († 25. listopadu 1968)
  - Dorothea Douglassová Chambersová, anglická tenistka, olympijská vítězka († 7. ledna 1960)
- 9. září – Sergio Osmeña, 2. prezident Filipínského společenství († 19. října 1961)
- 15. září – Wilhelm Adam, německý generál wehrmachtu za druhé světové války († 8. dubna 1949)
- 20. září – Upton Sinclair, americký spisovatel († 25. listopadu 1968)
- 24. září – Charles-Ferdinand Ramuz, švýcarský spisovatel a básník († 23. května 1947)
- 1. října – Othmar Spann, rakouský konzervativní filozof, sociolog a ekonom († 8. července 1950)
- 9. října – Ahn Chang-Ho, aktivista v hnutí za nezávislost Koreje († 10. března 1938)
- 11. října – Karl Hofer, německý malíř († 3. dubna 1955)
- 12. října – Karl Buresch, kancléř Rakouska († 16. září 1936)
- 16. října
  - Jean Agélou, francouzský fotograf († ? 1921)
  - Maxey Long, americký sprinter, olympijský vítěz († 4. března 1959)
- 19. října – František Grivec, slovinský jazykovědec a teolog († 26. června 1963)
- říjen – Ferdiš Kostka, slovenský lidový keramik († 28. července 1951)
- 28. října – Conrado del Campo, španělský houslista, dirigent, hudební skladatel († 17. března 1953)
- 30. října – Caradog Roberts, velšský hudební skladatel, varhaník a sbormistr († 3. března 1935)
- 1. listopadu – Carlos Saavedra Lamas, argentinský politik, nositel Nobelovy ceny za mír († 5. května 1959)
- 4. listopadu – Giuseppe Adami, italský dramatik a libretista († 12. října 1946)
- 6. listopadu – Michail Petrovič Arcybašev, ruský naturalistický spisovatel († 3. března 1927)
- 7. listopadu – Lise Meitnerová, rakouská jaderná fyzička († 27. října 1968)
- 11. listopadu – Werner Janensch, německý paleontolog a geolog († 20. října 1969)
- 13. listopadu – Max Dehn, německý matematik († 27. června 1952)
- 14. listopadu – Inigo Campioni, italský admirál († 24. května 1944)
- 16. listopadu – Hans Vollmer, německý encyklopedista († 15. února 1969)
- 27. listopadu – Paul Leppin, německý spisovatel († 10. dubna 1945)
- 4. prosince – Michail Alexandrovič, čtvrtý syn cara Alexandra III. († 13. června 1918)
- 8. prosince – Walter Heitz, německý generál Wehrmachtu († 2. února 1944)
- 18. prosince – Josif Vissarionovič Stalin, generální tajemník Komunistické strany Sovětského svazu († 5. března 1953)
- 19. prosince – Şehzade Ahmed Nuri, syn osmanského sultána Abdulhamida II. († 7. srpna 1944)
- 21. prosince – Jan Łukasiewicz, polský matematik a filozof († 13. února 1956)
- 25. prosince – Louis Chevrolet, automobilový závodník a spoluzakladatel firmy Chevrolet († 6. června 1941)
- 31. prosince – Jelisaveta Načić, srbská architektka († 6. června 1955)
- ? – Nikolaos Andriakopulos, řecký gymnasta, olympijský vítěz († ?)
- ? – Rosa Plaveva, osmanská a jugoslávská socialistka a sufražetka († 1970)

## Úmrtí
Automatický abecedně řazený seznam existujících biografií viz Kategorie:Úmrtí v roce 1878

### Česko

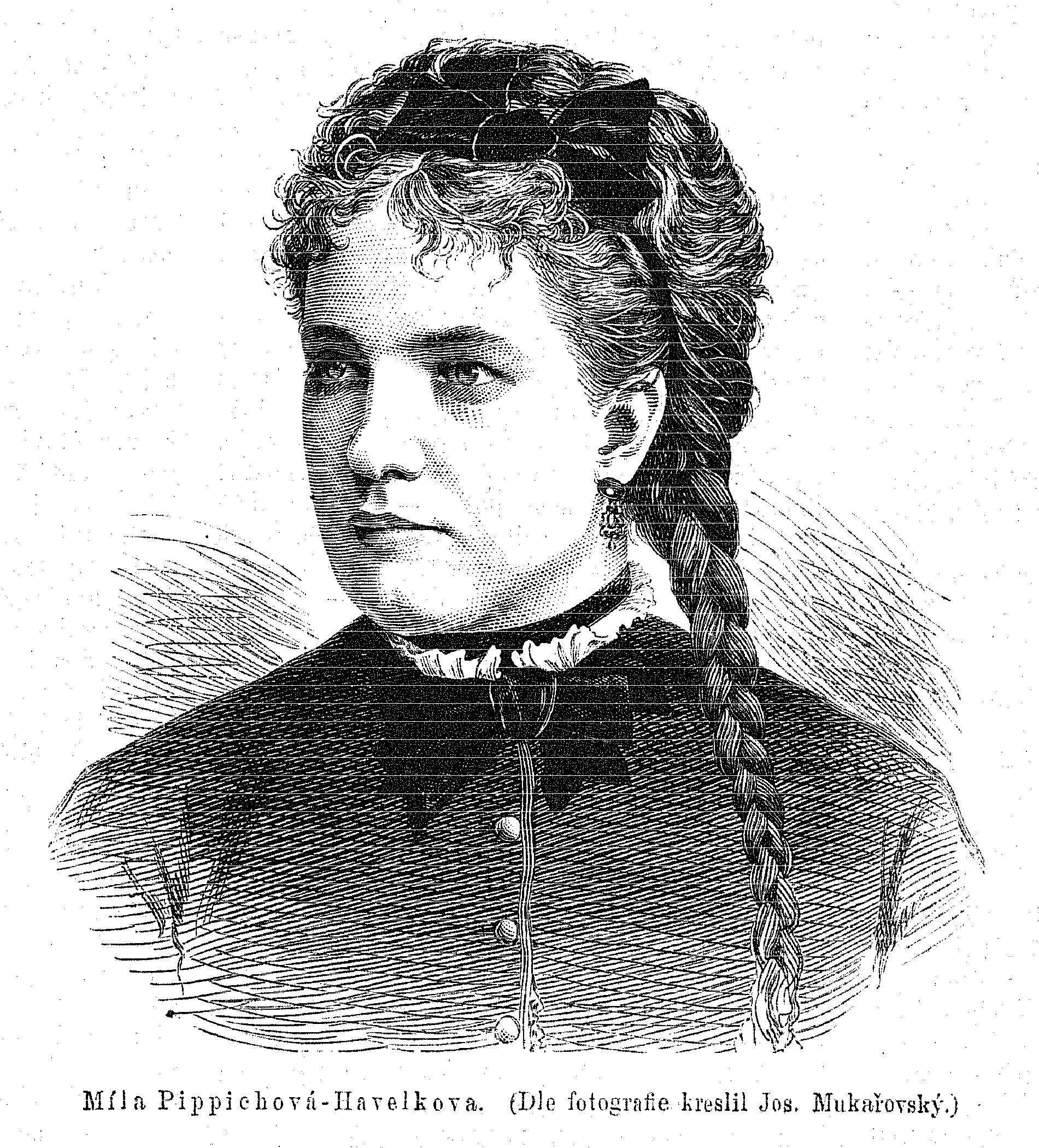
Miloslava Pippichová-Havelková († 28. března)

- 5. února – Ignác Wiese, lékař a politik (* ? 1816)
- 19. března – František Josef Klavík, podnikatel a politik (* 30. září 1798)
- 24. března – Albín Mašek, varhaník a skladatel (* 10. října 1804)
- 28. března – Miloslava Pippichová-Havelková, operní pěvkyně (* 24. února 1847)
- 10. dubna – Josef Jaromír Štětka, lékař a politik (* 15. července 1808)
- 10. května – Eduard Daubek, šlechtic, velkostatkář a politik (* 13. prosince 1811)
- 18. května – Emanuel Rom, malíř (* 1812)
- 22. května – Václav Bělský, právník, politik, pražský purkmistr (* 5. března 1818)
- 31. května – František Šohaj, klasický filolog (* 25. listopadu 1816)
- 17. června – Andreas Ludwig Jeitteles, lékař a pedagog (* 24. listopadu 1799)
- 17. srpna – František Dedera, vysoký policejní úředník (* 15. listopadu 1817)
- 23. září – Adolf Raška, podnikatel a politik (* 1. února 1825)
- 12. listopadu – Adolf Benda, regionální historik, vedoucí městské rady, sklář a šperkař (* 27. listopadu 1845)

### Svět

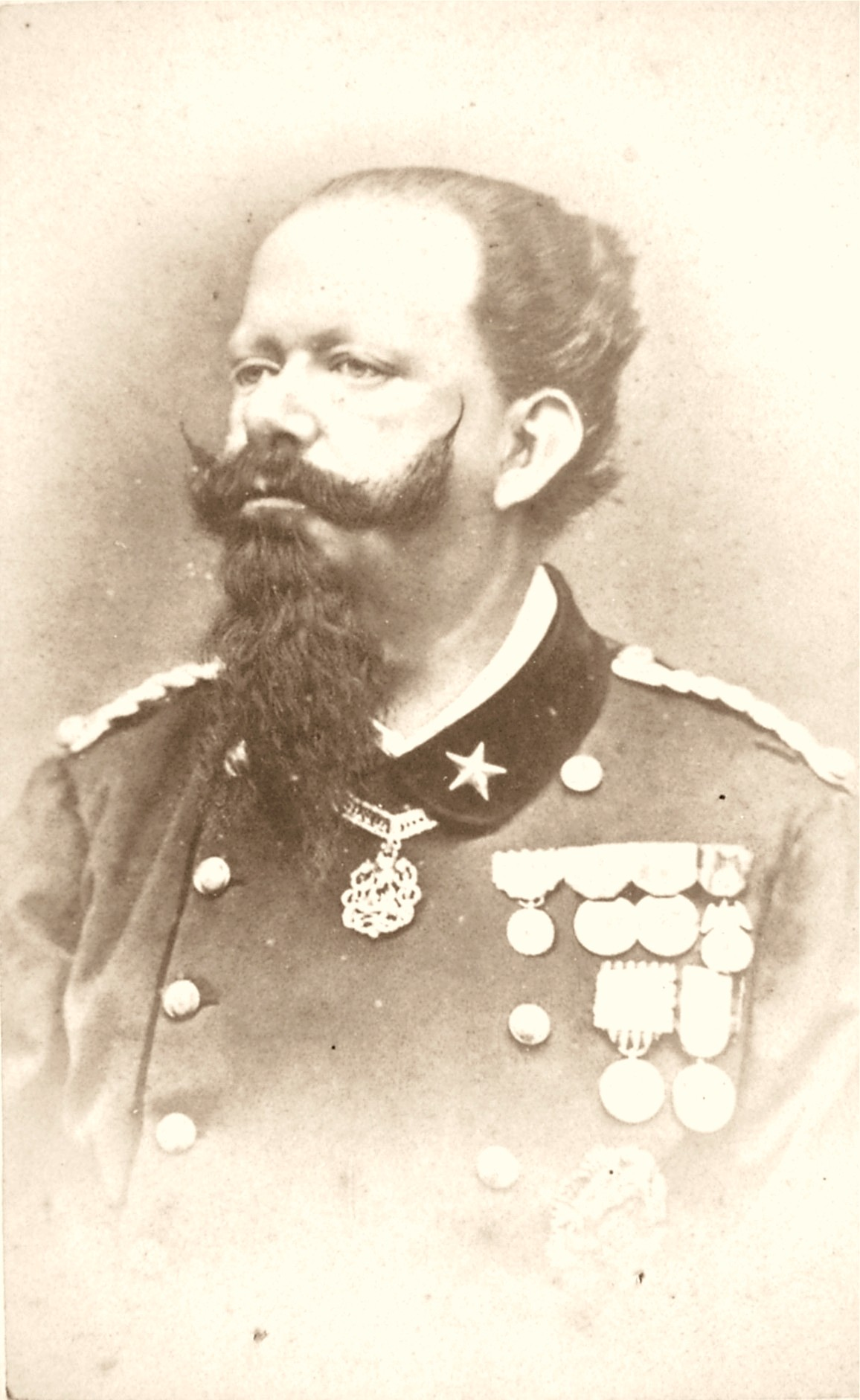
Viktor Emanuel II. († 9. ledna)

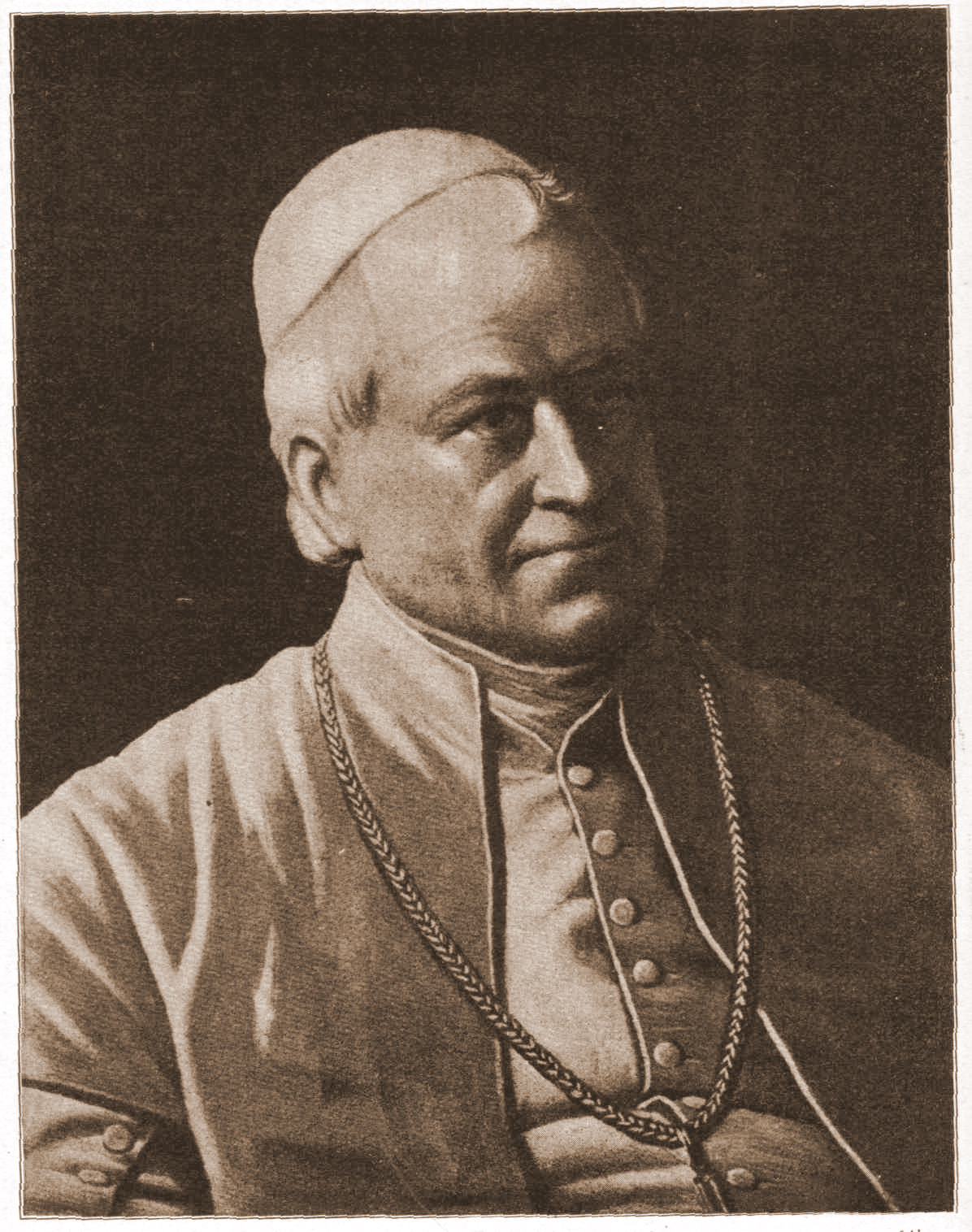
Pius IX. († 7. února)

- 8. ledna – Nikolaj Alexejevič Někrasov, ruský spisovatel (* 10. prosince 1821)
- 9. ledna – Viktor Emanuel II., první král sjednocené Itálie (* 14. března 1820)
- 10. ledna – Andrew Murray, skotský právník, botanik, zoolog a biogeograf (* 19. února 1812)
- 18. ledna – Antoine César Becquerel, francouzský fyzik (* 8. března 1788)
- 19. ledna – Henri Victor Regnault, francouzský chemik, fyzik a fotograf (* 21. července 1810)
- 26. ledna – Ernst Heinrich Weber, německý lékař a experimentální psycholog (* 24. června 1795)
- 7. února – Pius IX., papež (* 13. května 1792)
- 8. února – Elias Magnus Fries, švédský ekonom, botanik a mykolog (* 15. srpna 1794)
- 10. února – Claude Bernard, francouzský lékař, průkopník experimentální medicíny a fyziologie (* 12. července 1813)
- 21. února – Andrew Scott Waugh, britský armádní důstojník a zeměměřič (* 3. února 1810)
- 2. března – John Cochrane, skotský právník a šachista (* 4. února 1798)
- 7. března – Alfred François Donné, francouzský bakteriolog a lékař (* 13. září 1801)
- 8. března – František Karel Habsbursko-Lotrinský, rakouský arcivévoda (* 17. prosince 1802)
- 20. března – Julius Robert von Mayer, německý lékař a fyzik (* 25. listopadu 1814)
- 2. dubna – Louis de Loménie, francouzský spisovatel (* 3. prosince 1815)
- 3. dubna – Ignaz Kuranda, rakouský spisovatel, novinář a politik (* 1. května 1811)
- 8. dubna – Eugène Belgrand, pařížský inženýr (* 23. dubna 1810)
- 13. dubna – Henri de Dion, francouzský inženýr a konstruktér (* 23. prosince 1828)
- 19. dubna – Władysław Tarnowski, polský šlechtic, klavírista, skladatel a básník (* 4. června 1836)
- 23. dubna – Jaroslav Čermák, český malíř (* 1. září 1831)
- 4. května – Johann Christian Ferdinand Höfer, německo-francouzský lékař a spisovatel (* 21. dubna 1811)
- 6. května – François Benoist, francouzský varhaník, skladatel a pedagog (* 10. září 1794)
- 13. května – Joseph Henry, americký fyzik (* 17. prosince 1797)
- 23. května – Pierre Brandebourg, lucemburský malíř a fotograf (* 25. července 1824)
- 28. května – John Russell, britský státník (* 18. srpna 1792)
- 9. června – Barthélemy Charles Joseph Dumortier, belgický botanik (* 3. dubna 1797)
- 12. června – Jiří V. Hannoverský, král hannoverský (* 27. května 1819)
- 16. června – Crawford Long, americký lékař a farmakolog (* 1. listopadu 1815)
- 15. července – Carlo Blasis, italský tanečník a choreograf (* 4. listopadu 1795)
- 19. července – Jegor Ivanovič Zolotarjov, ruský matematik (* 31. března 1847)
- 23. července – Karel Rokytanský, český lékař, filosof a politik (* 19. února 1804)
- 22. srpna – Marie Kristýna Neapolsko-Sicilská, španělská královna, manželka Ferdinanda VII. (* 27. dubna 1806)
- 26. srpna – Mariam Baouardy, řeckokatolická řeholnice (* 5. ledna 1846)
- 30. září – Evan James, velšský tkadlec a básník (* ? 1809)
- 21. října – Hippolyte Babou, francouzský spisovatel (* 24. února 1823)
- 22. října – Hugh Alexander Kennedy, anglický šachový mistr (* 1809)
- 31. října – Louis-Antoine Garnier-Pagès, francouzský politik (* 16. února 1803)
- 8. listopadu – Sir John Retcliffe, německý spisovatel (Hermann Goedsch) (* 12. února 1815)
- 11. listopadu
  - Stjepan Mitrov Ljubiša, rakouský spisovatel a politik srbské národnosti (* 29. února 1824)
  - William Carrick, skotský umělec a fotograf (* 31. prosince 1827)
- 16. listopadu
  - Đura Jakšić, srbský básník (* 27. června 1832)
  - Marie Hesenská, německá princezna a vnučka královny Viktorie (* 24. května 1874)
- 14. prosince – Alice Sasko-Koburská, britská princezna, velkovévodkyně hesenská (* 25. dubna 1843)
- 16. prosince – Geneviève Élisabeth Disdéri, francouzská fotografka (* 1817)

## Hlavy států

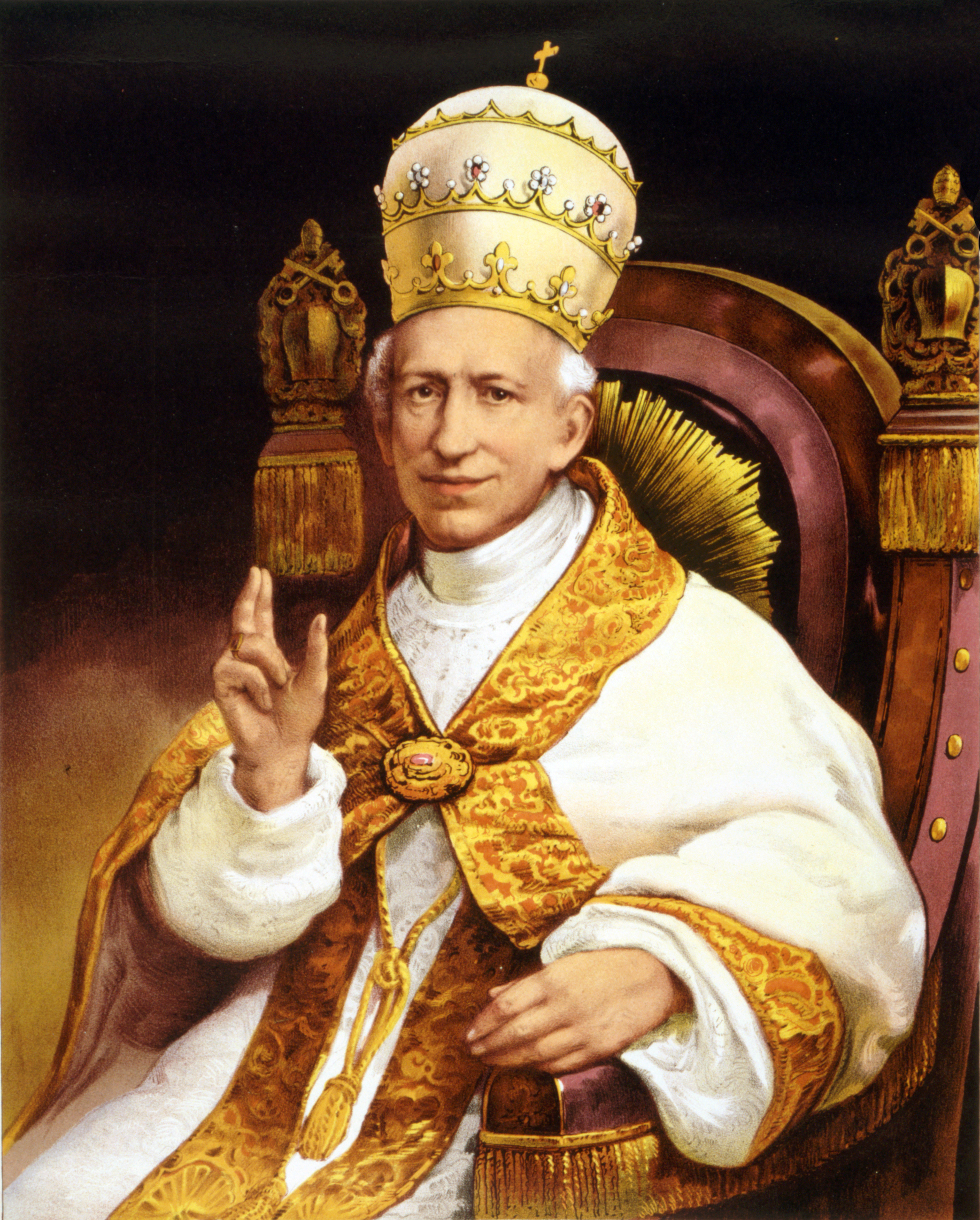
V roce 1878 byl zvolen papežem Lev XIII.

- České království – František Josef I. (1848–1916)
- Papež – Pius IX. (1846–1878) / Lev XIII. (1878–1903)
- Království Velké Británie – Viktorie (1837–1901)
- Francie – Patrice de Mac-Mahon (1873–1879)
- Uherské království – František Josef I. (1848–1916)
- Rakouské císařství – František Josef I. (1848–1916)
- Rusko – Alexandr II. (1855–1881)
- Prusko – Vilém I. (1861–1888)
- Dánsko – Kristián IX. (1863–1906)
- Švédsko – Oskar II. (1872–1907)
- Belgie – Leopold II. Belgický (1865–1909)
- Nizozemsko – Vilém III. Nizozemský (1849–1890)
- Řecko – Jiří I. Řecký (1863–1913)
- Španělsko – Alfons XII. (1875–1885)
- Portugalsko – Ludvík I. Portugalský (1861–1889)
- Itálie – Viktor Emanuel II. (1861–1878) / Umberto I. (1878–1900)
- Rumunsko – Karel I. Rumunský (1866–1881 kníže, 1881–1914 král)
- Osmanská říše – Abdulhamid II. (1876–1909)
- USA – Rutherford B. Hayes (1877–1881)
- Japonsko – Meidži (1867–1912)